# Liste der Monuments historiques in Han-sur-Meuse
Die Liste der Monuments historiques in Han-sur-Meuse führt die Monuments historiques in der französischen Gemeinde Han-sur-Meuse auf.

## Liste der Objekte
| Bezeichnung     | Beschreibung                               | Standort             | Kennzeichnung | Schutzstatus | Datum | Bild |
| --------------- | ------------------------------------------ | -------------------- | ------------- | ------------ | ----- | ---- |
| Kamineinfassung | Stein, 16. Jahrhundert, von Ligier Richier | in der Mairie (Lage) | PM55000275    | Classé       | 1915  |      |